# Tylopaedia sardonyx
Tylopaedia sardonyx is een vlinder uit de familie van de Lycaenidae. De wetenschappelijke naam van de soort is voor het eerst gepubliceerd in 1868 door Roland Trimen.
De soort komt voor in Botswana, Namibië en Zuid-Afrika.